# Feminist Studies
Feminist Studies es una revista académica fundada en 1972 en Estados Unidos dedicada a los estudios de la mujer. 
Es una publicación independiente sin fines de lucro ubicada en la Universidad de Maryland en College Park, Maryland. Además de artículos académicos, la revista también publica escritura creativa (poesía, ficción y memorias), obras de arte y ensayos, reseñas de libros, comentarios políticos y sociales, entrevistas e informes de activistas.
Ocasionalmente, se han publicado números especiales sobre temas como Estudios Chicanos; Mujer y Prisión; Trabajo de la Mujer, Clase Social y Socialismo; Sexualidad, Violencia Sexual e Identidades Sexuales; Cultura e Historia en la Nueva Sudáfrica; el Cuerpo y la Salud; Repensando lo Global; y Conyugalidad y economías sexuales en la India.

## Historia
La revista fue creada en 1972 en la ciudad de Nueva York por académicas y activistas feministas que se comprometieron a crear una revista académica con altos estándares y relevancia para la comunidad. Esta red feminista creía que el movimiento de mujeres necesitaba un foro analítico para abordar los temas planteados por el movimiento y reunir las contribuciones de activistas y académicas feministas. Claire Goldberg Moses, profesora emérita de estudios de la mujer en la Universidad de Maryland, fue la directora editorial de la revista durante más de tres décadas, y la dirigió junto con un colectivo de académicas en múltiples disciplinas y lugares. La revista continúa siendo editada por un colectivo, con Ashwini Tambe al frente.

## Resumen e indexación
- Alternative Press Index
- America: History and Life
- Current Contents on Social and Behavioral Index
- EBSCO databases
- Historical Abstracts
- MLA International Bibliography
- The Philosopher's Index
- ProQuest databases
- Social Sciences Citation Index
- Sociological Abstracts

Según el Journal Citation Reports, la revista tiene un factor de impacto de 0,520 en 2015, lo que la ubica en el puesto 27 entre 40 revistas en la categoría "Estudios de la mujer".